# Grimes megye
Grimes megye az Amerikai Egyesült Államokban, azon belül Texas államban található. Megyeszékhelye Anderson, legnagyobb városa Navasota. Lakosainak száma 29 268 fő (2020. április 1.). Grimes megye Madison, Walker, Montgomery, Waller, Washington és Brazos megyékkel határos.

## Népesség
A megye népességének változása:
| Lakosok száma | 26 593 | 26 699 | 26 742 | 26 859 | 27 512 | 29 268 |
|               | 2010   | 2011   | 2012   | 2013   | 2015   | 2020   |